# Mahafaly

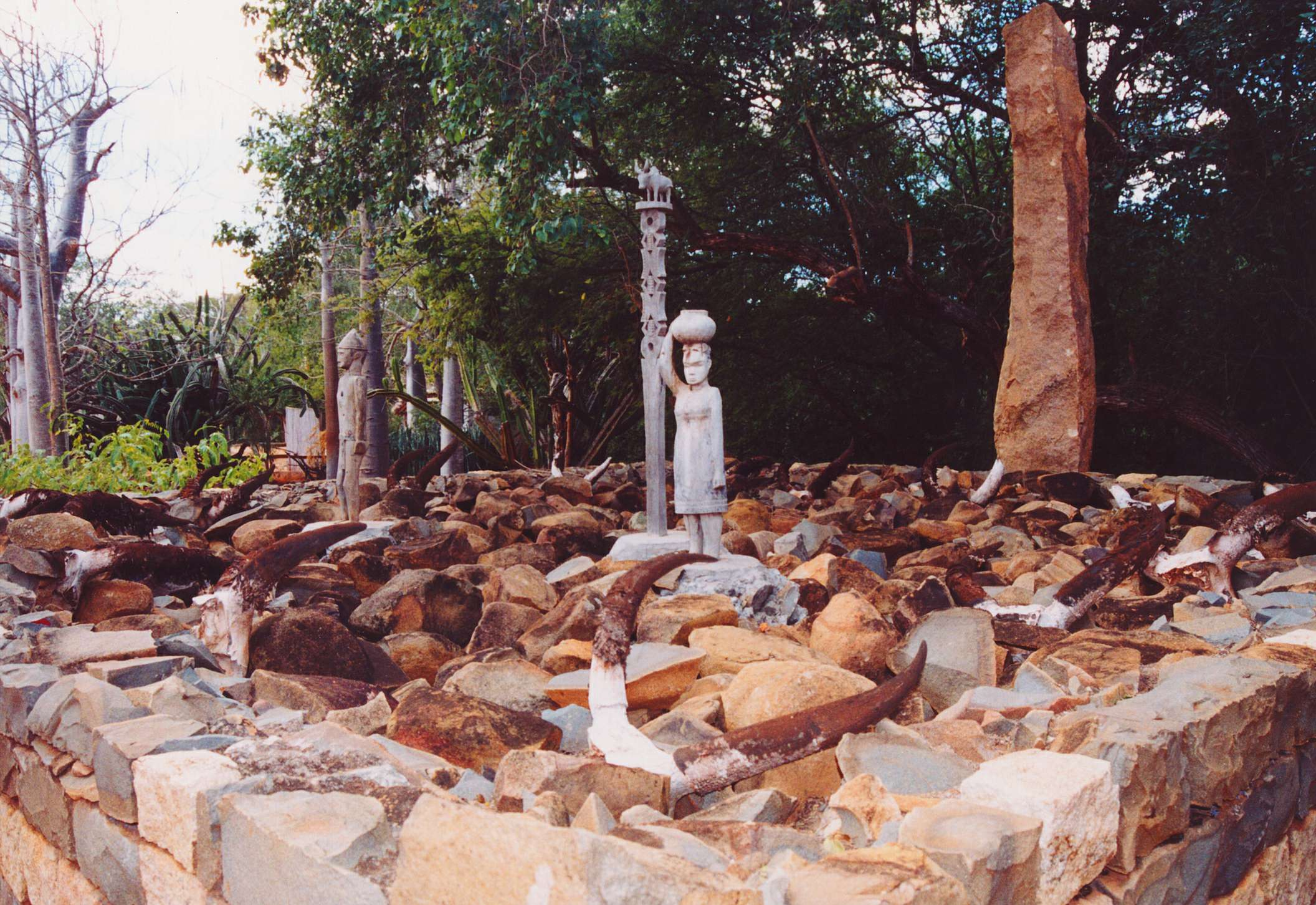
Tumba decorada con cuerno de zebú, en la Reserva Natural de Berenty, en las cercanías de Tolagnaro.

Los mahafaly son un pueblo del sur de Madagascar, y en particular, de la zona de Tôlanaro (Fort Dauphin). Habitan sobre todo las zonas áridas. Son un pueblo muy independiente, que solo ha sido sometido por el colonialismo francés. Sus tumbas son adornadas con cuernos de cebúes sacrificados en honor del difunto durante el rito fúnebre. El número de cuernos depositados sobre una tumba es proporcional al estatus social del muerto. Una de las tumbas más espectaculares es la de su rey Tsiampody, sobre la cual han colocado los cuernos de unas 700 bestias.
- Datos: Q218808
- Multimedia: Mahafaly people / Q218808